# Смитс, Сеппе
Себа́стьян «Се́ппе» Смитс (нидерл. Sebastien «Seppe» Smits; род. 13 июля 1991 года, Вестмалле, Бельгия) — бельгийский сноубордист, выступающий в акробатических дисциплинах.
- Двукратный чемпион мира в слоупстайле (2011, 2017);
- Двукратный серебряный призёр чемпионатов мира в биг-эйре (2009, 2011);
- Бронзовый призёр чемпионатов мира в биг-эйре (2013);
- Победитель и призёр этапов Кубка мира в биг-эйре (всего — 6 подиумов);
- Призёр этапа Кубка мира в слоупстайле (всего — 1 подиум).

## Биография

### Начало спортивной карьеры

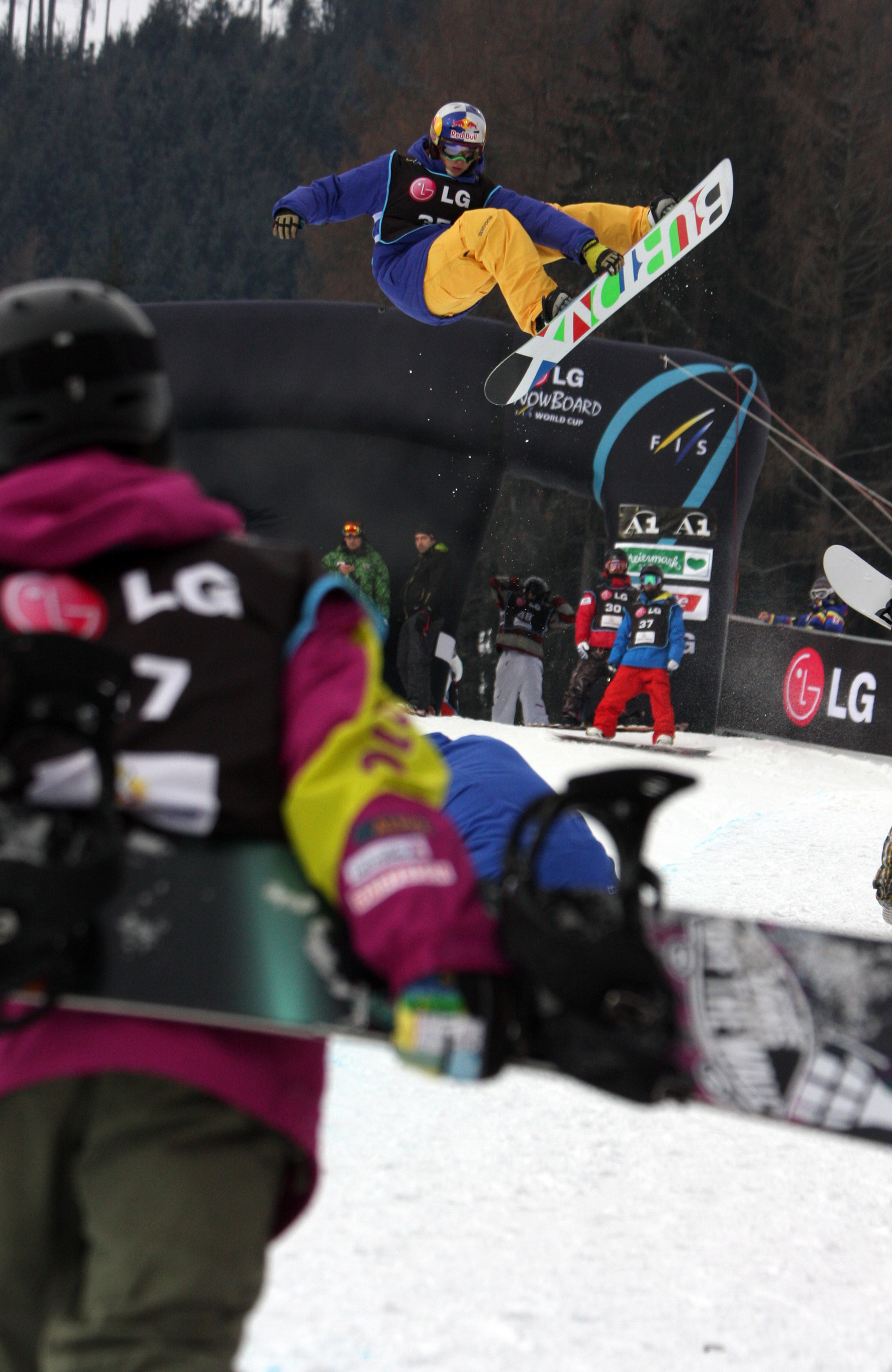
Сеппе Смитс во время попытки в хафпайпе на этапе Кубка мира 09/10 в Крайшберге, 7 января 2010

Себеастьян Смитс родился 13 июля 1991 года в Вестмалле. С 3-х лет начал кататься на лыжах, когда вместе с родителями проводил выходные. В 8-9 лет начал интересоваться сноубордингом, так как, старший брат Сеппе, Энтони занимался сноубордингом. С 15 лет принимает участие в различных соревнованиях в сноубординге. В 16 лет дебютировал на этапах кубка Европы в швейцарском Заас-Фе, заняв 49 место в хафпайпе. А через несколько недель одержал победу в FIS Race в дисциплине слоупстайл.

### Дебют на этапах кубка мира. Первые успехи.
В 2008 году дебютировал на этапах кубка мира. В следующем сезоне кубка мира, 2008/09, дважды поднимался на подиум — 3 места в биг-эйре на этапах в Стокгольме и Стоунхеме. А на чемпионате мира 2009 в корейском Канвондо завоевал серебряную медаль в биг-эйре. В следующем сезоне Сеппе продолжает подниматься на подиумы кубка мира — 2 место в слоупстайле на этапе в Калгари. Не набрав должного количества очков в хаф-папе для квалификации на зимние Олимпийские игры 2010 в Ванкувере, Смитс делает приоритетными дисциплинами биг-эйр и слоупстайл. В августе 2010 года становится двукратным медалистом (серебро в биг-эйре и бронза в слоупстайле) юниорского чемпионата мира в новозеландской Кардоне.

### Вход в мировую элиту: первые победы

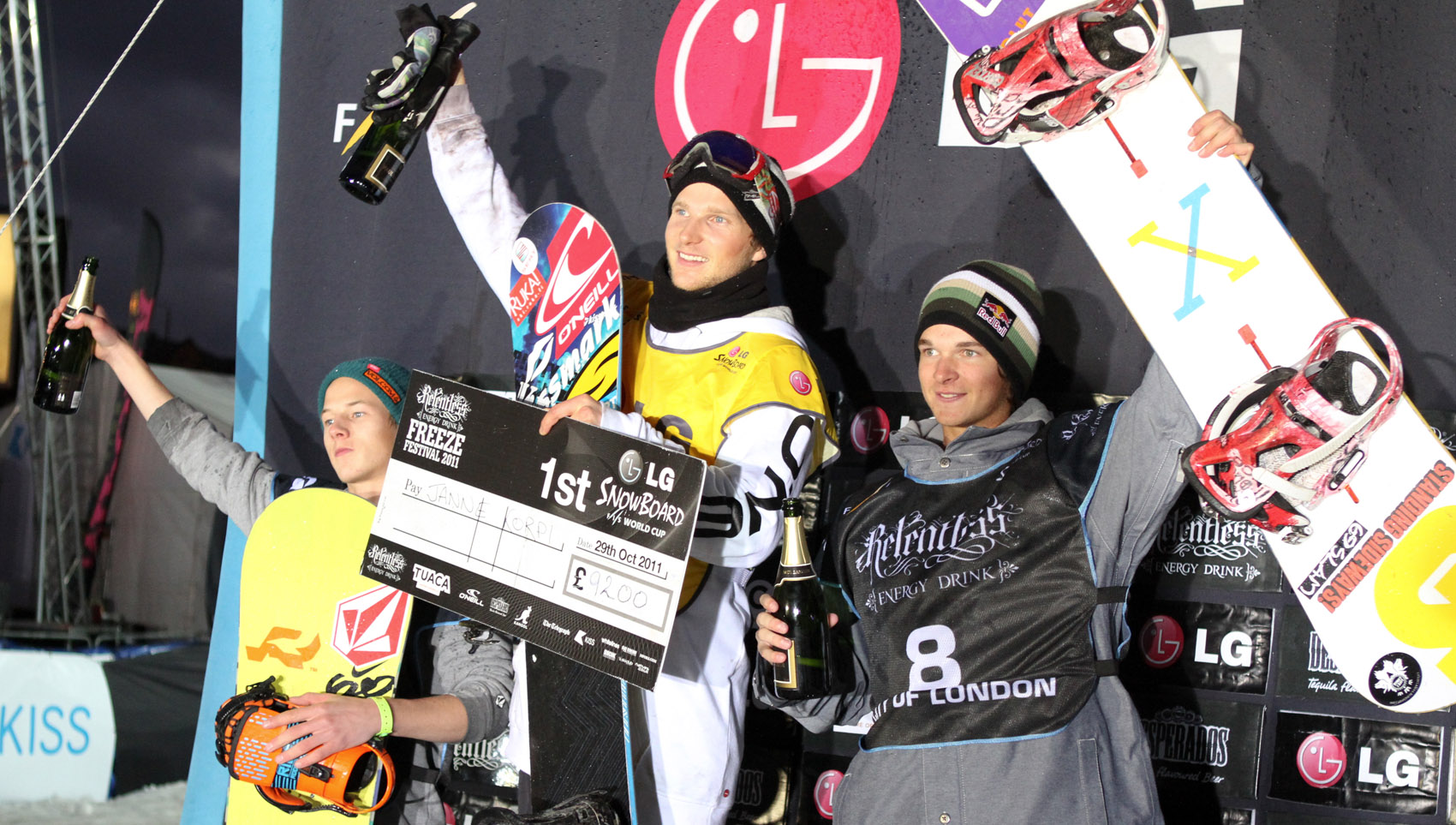
Сеппе Смитс (спарава) — второй на этапе Кубка мира 11/12 в Лондоне (биг-эйр), 29 октября 2011

На чемпионате мира 2011 в испанской Ла Молине он выигрывает две медали: становится чемпионом мира в слоупстайле и серебряным призёром в биг-эйре. В мировом сноуборд туре 2010/11 дважды становится вторым в дисциплине биг-эйре на этапах в немецком Мюнхене и китайском Пекине, а также становится 3-м в общем зачёте мирового тура. В сезоне 2011/2012 получает приглашение выступить на X-Games. На всемирных экстремальных играх 2012 он дважды становится 5-м (в слоупстайле и биг-эйре). В том же сезоне на этапах мирового сноуборд тура два раза занимал третье место в слоупстайле, а по итогам сезона стал 4-м в зачёте слоупстайла. В сезоне 2012—2013 Сеппе впервые побеждает на домашнем этапе кубка мира в Антверпене в дисциплине биг-эйр, а на этапе в Купере становится 4-м в слоупстайле. На чемпионате мира 2013 в Стоунхеме завоёвывает «бронзу» в биг-эйре, а спустя неделю становится бронзовым призёром X-Games в той же дисциплине. По итогам кубка мира 2012/13 выиграл малый хрустальный глобус в биг-эйре.

### Травма. Сезон без подиумов
В апреле 2013 года, во время показательных выступлений в Аспене, он сломал руку. Олимпийский сезон прошёл для Сеппе без особых успехов: места в 10-ке на двух этапах мирового кубка, 4-е место в биг-эйре и 10-е в слоупстайле на X-Games.

### Зимние Олимпийские игры 2014
На зимних Олимпийских играх 2014 в Сочи участвовал в дисциплине слоупстайл. В квалификации, во второй попытке набрал 91,00 балла в своей квалификационной группе и только 0,25 балла отделили его от 4 места в группе и прямого попадания в финал. В полуфинале он выдаёт вторую попытку на 84,50 балла (5 место) и снова 0,25 балла ему не хватает для попадания в финал. В итоге Сеппе занимает 13-е место.

### Постолимпийский сезон: новые победы
Постолимпийский сезон Смитс начинает с победы на этапе кубка мира в Стамбуле в дисциплине биг-эйр.

## Спортивные достижения

### Юниорские достижения
| Год  | Место проведения | Возраст | ХП | БЭ | СС |
| ---- | ---------------- | ------- | -- | -- | -- |
| 2009 | ЮЧМ Нагано       | U19     | 10 | -  | -  |
| 2010 | ЮЧМ Кардона      | U19     | 12 | 2  | 3  |

### Результаты выступлений в Кубке мира
| 2014/15 Итоги (AFU) | 2014/15 Итоги (AFU) | Купер | Стамбул | ЧМ Крайшберг | ЧМ Крайшберг | ЧМ Крайшберг | Стоунхем | Стоунхем | Стоунхем | Парк-Сити | Парк-Сити | Шпиндлерув-Млин |
| Очков               | Место               | Х-П   | Б-Э     | Х-П          | С-С          | Б-Э          | Х-П      | С-С      | Б-Э      | Х-П       | С-С       | С-С             |
| 1000                | 1                   | -     | 1       | -            | -            | -            |          |          |          |           |           |                 |

| 2013-14 Итоги (AFU) | 2013-14 Итоги (AFU) | Кардона | Кардона | Рука | Купер | Купер | Стоунхем | Стоунхем | Стоунхем | ОИ Сочи | ОИ Сочи | Крайшберг |
| Очков               | Место               | Х-П     | C-C     | Х-П  | Х-П   | C-C   | Б-Э      | Х-П      | C-C      | Х-П     | C-C     | C-C       |
| 600                 | 36                  | -       | CANC    | -    | -     | 11    | -        | -        | 7        | -       | 13      | -         |

| 2012-13 Итоги (AFU) | 2012-13 Итоги (AFU) | Кардона | Лондон | Антверпен | Стокгольм | Рука | Купер | Купер | ЧМ Стоунхем | ЧМ Стоунхем | ЧМ Стоунхем | Парк-Сити | Сочи | Сочи | Шпиндлерув-Млин | Сьерра-Невада | Сьерра-Невада |
| Очков               | Место               | Х-П     | Б-Э    | Б-Э       | Б-Э       | Х-П  | С-С   | Х-П   | Х-П         | С-С         | Б-Э         | Х-П       | С-С  | Х-П  | С-С             | C-C           | Х-П           |
| 1500                | 8                   | -       | CANC   | 1         | CANC      | CANC | 4     | -     | -           | 31          | 3           | -         | CANC | -    | -               | DNS           | -             |

| 2011-12 Итоги (AFU) | 2011-12 Итоги (AFU) | Кардона | Лондон | Заас-Фе | Стокгольм | Рука | Ясна | Стоунхем | Стоунхем | Стоунхем | Бардонеккия | Бардонеккия |
| Очков               | Место               | Х-П     | Б-Э    | Х-П     | Б-Э       | Х-П  | С-С  | Х-П      | С-С      | Б-Э      | Х-П         | С-С         |
| 850                 | 22                  | -       | 2      | -       | 26        | -    | CANC | -        | -        | -        | CANC        | CANC        |

| 2010-11 Итоги (AFU) | 2010-11 Итоги (AFU) | Лондон | Заас-Фе | Стокгольм | Сеул | ЧМ Ла Молина | ЧМ Ла Молина | ЧМ Ла Молина | Денвер | Ябули | Стоунхем | Стоунхем | Калгари | Бардонеккия | Ароза |
| Очков               | Место               | Б-Э    | Х-П     | Б-Э       | Б-Э  | Х-П          | Б-Э          | С-С          | Б-Э    | Х-П   | Х-П      | Б-Э      | Х-П     | Х-П         | Х-П   |
| 1180                | 18                  | 3      | 10      | 8         | CANC | 26           | 2            | 1            | -      | -     | -        | -        | -       | -           | -     |

| 2009-10 Итоги (ALL) | 2009-10 Итоги (ALL) | Кардона | Лондон | Заас-Фе | Барселона | Стокгольм | Сеул | Крайшберг | Стоунхем | Стоунхем | Калгари | Калгари | ОИ Ванкувер | Вальмаленко | Ла Молина |
| Очков               | Место               | Х-П     | Б-Э    | Х-П     | Б-Э       | Б-Э       | Б-Э  | Х-П       | Б-Э      | Х-П      | Х-П     | С-С     | Х-П         | Х-П         | Х-П       |
| 1124                | 60                  | 33      | -      | -       | -         | -         | -    | 10        | 16       | 6        | 9       | 2       | -           | -           | -         |

| 2008-09 Итоги (ALL) | 2008-09 Итоги (ALL) | Кардона | Лондон | Заас-Фе | Стокгольм | Гренобль | Гудзё | ЧМ Кангвон | ЧМ Кангвон | Бардонеккия | Сайпресс | Стоунхем | Стоунхем | Москва | Ла Молина | Вальмаленко |
| Очков               | Место               | Х-П     | Б-Э    | Х-П     | Б-Э       | Б-Э      | Х-П   | Х-П        | Б-Э        | Х-П         | Х-П      | Х-П      | Б-Э      | Б-Э    | Х-П       | Х-П         |
| 1340                | 57                  | -       | -      | 29      | 3         | -        | -     | 22         | 2          | 28          | 47       | 32       | 3        | -      | 34        | -           |

| 2007-08 Итоги (ALL) | 2007-08 Итоги (ALL) | Кардона | Роттердам | Заас-Фе | Стокгольм | София | Грац | Бардонеккия | Москва | Кангвон | Гудзё | Калгари | Стоунхем | Вальмаленко | Вальмаленко |
| Очков               | Место               | Х-П     | Б-Э       | Х-П     | Б-Э       | Б-Э   | Б-Э  | Х-П         | Б-Э    | Х-П     | Х-П   | Х-П     | Х-П      | Б-Э         | Х-П         |
| 888                 | 98                  | -       | 39        | 30      | 30        | 10    | 27   | -           | 4      | -       | -     | -       | -        | -           | -           |